# 청나라의 반식민지화
청나라는 1840년의 아편 전쟁 이후로 유럽 열강들의 계속되는 침략을 받았으며, 1900년에 이르면 열강의 이권 침탈로 인해 반 식민지 상태로 전락하였다. 이 문서는 청나라의 반식민지화 과정을 시간 경과에 따라 서술한 것이다.

## 1840 ~ 1860년대
청나라가 구미 열강들의 체제에 편입되기 시작한 1840년 당시 청의 국내법은 말 그대로 국제법이었으며, 조선을 비롯한 많은 나라는 중화질서 안에 편입되어 있었다. 청이 구미 열강의 국제법 체제로 들어가게 된 계기는 1840년 아편전쟁을 통해서이다. 영국은 당시 식민지였던 인도를 이용하여 영국, 인도, 중국으로 이루어지는 삼각무역(영국은 인도에 면화, 인도는 청에 아편, 청은 영국에 차를 수출)을 하고 있었는데, 청나라 국민들이 아편에 중독되고 또 대량의 은이 유출되는 현살이 발생하자 이를 막기 위해 청은 아편 수입을 금지하게 된다. 이로 인하여 일어나게 된 전쟁이 아편전쟁이다.
아편 전쟁 이후 영국은 청나라의 난징을 점령하여 난징조약을 체결하게 되는 데 이 조약으로 인해 청나라는 홍콩섬의 할양, 광저우, 샤먼, 푸저우, 닝보, 상하이(上海) 등 5항구를 개항하게 된다. 그리고 1년 뒤 호문조약에서 영국에게 영사 재판권과 최혜국 대우마저 허락하게 된다.  
이후 청에 진출한 미국과 프랑스 또한 왕샤조약, 황푸조약을 맺어 최혜국대우, 영사재판권, 천주교 포교권 등을 갖게 되면서 청은 점점 서구의 국제법 체제로 편입된다. 사실 이 당시만 해도 청이 완전한 서구의 국제법 체제에 들어온 것은 아니었다. 청의 황제는 변방의 조그마한 섬이었던 홍콩섬 하나를 주어 그들을 달래고 싶었던 것이고 아직 중화질서는 건재하였다. 당시 청에게 조약은 '국가수반대 국가수반'으로서 맺은 근대의 조약의 개념이라기보다는 오랑캐(夷)를 달래기 위한 수단으로 맺은 것으로서, 황제가 있는 베이징에서 체결한 국제법을 통한 조약이 아니었다. 그러나 서구 열강들의 청나라의 진입은 계속되었고 영국과 프랑스의 야심은 점점 커지고 있었다. 청도 내부적으로 태평천국의 난이 일어 나는 등 나라 안으로 어지러운 상황이었고, 영국은 이 기회를 틈타 애로호 사건을 빌미로 더 큰 이권을 얻기 위해 청나라를 압박할 결심을 하게 된다. 그리고 천주교를 전파하다가 자국민이 목숨을 잃어서 분개하고 있던 프랑스 또한 움직이게 된다. 그리하여 영국, 프랑스와 청 사이에서 제2차 아편전쟁이 1858년 발생하게 되고 이를 수습하기 위해 청은 그들과 톈진 조약을 체결하게 된다. 
톈진 조약은 불평등 조약이었는 데 그 내용을 살펴 보게 되면 이렇다. 
- 주룽반도의 할양
- 외교사절의 베이징[北京] 상주
- 천진을 비롯한 12개국의 개항
- 아편무역 승인
- 夷자 사용금지

사실 '오랑캐 이'(夷)자 사용을 금지 한다는 것은 중화질서 체제가 무너진다는 것이었다. 청나라는 난징조약, 호문조약을 통해 이미 경제적 패배를 한 마당에, 천진조약을 통한 정치, 문화적 패배라는 수모까지 감당하기 힘들었던 청나라는 사실 천진조약을 인정하기 힘들었다. 톈진조약의 수락을 청이 거부하고, 영국과 프랑스의 군대를 오히려 격추시키는 사건이 일어나자, 영국, 프랑스는 베이징을 점령한다. 이후 청나라 황제는 러시아로 몸을 피신하여 중재를 요청하는데 이로 인하여 베이징 조약을 체결되게 된다. 러시아는 베이징조약의 중재를 빌미로 1860년 연해주를 획득하게 되고, 청나라는 텐진조약에서 체결되었던 대부분의 내용을 수락하고 만다. 1860년 이후 중국은 '군국기무아문'를 설치하여 서구의 국제법체제로 완전히 들어오게 되는데 외교를 담당하는 부서를 설치하게 하여, 이후 서구 국가들과 군국기무아문을 통하여 조약을 체결하게 된다. 청은 연해주를 러시아에 할양 하기 이전에도 러시아에게 아무르강(흑룡강) 서쪽 부근의 땅을 러시아에게 할양하였는데 이는 아이훈 조약을 통해 얻어진 것이었다.

## 1860 ~ 1900년
1860년 이후 에도 서구의 청나라의 침탈은 계속되었는데, 1860~1881년까지 계속되었던 러시아와의 이리분쟁이 있었고, 1884년 청불전쟁을 통해 베트남을 비롯한 인도차이나 반도의 종주권 상실, 1899년 교주만을 독일에게 25년 조차, 동북지방의 여순, 대련 지역을 러시아에게 조차, 홍콩섬 위쪽의 신계지를 영국에게 조차, 광주만을 프랑스에게 조차, 그리고 심지어 같은 동아시아 사람인 일본에게 푸순지방을 조차당하는 수모를 겪게되고 1900년 무렵에는 완전히 서구열강의 반식민지 상태로 전락하게 된다.1900년 서구국가들을 몰아 낸다는 일념하에 농민들의 주도로 의화단 운동이 청하게 발생하게 되고 청의 서태후는 이를 지원하나, 이 또한 서구국가들에 의해서 무참히 진압 당하고 베이징의정서(신축조약)을 통해 배상금을 물게 된다. 러시아는 이 사건 이후에 만주지방에 군대를 주둔하게 되고, 서구국가들의 압력에도 불구하고 군대를 철수 하지 않는다. 러시아의 남진을 저지하는 중이었던 영국은 일본과 뜻이 통하여 1902년 1차 영일동맹을 수립하게 된다.

## 당시 세계 정세
1902년 1차 영일 동맹은 방어 동맹이었다. 1904년 일본은 러일전쟁을 일으키게 되고, 여순, 대련지방으로 침략하게 된다. 일본은 1904년 2월 한일의정서를 체결하고, 한국에서의 군사기지 설치 및 사용에 대해서 인정을 받고, 한국에서 철도까지 설치하면서 러시아에 맞선다. 1905년 봉천회전을 통한 러시아와의 싸움에서 우위를 점하게 되고, 1905년 2월 영국과 공수동맹인 2차 영일 동맹까지 맺게 되는데 2차 영일동맹에서 일본은 동아시아에서의 특수한 지위 인정, 영국은 인도에서의 특수한 지위 인정을 보장 받게 된다. 그리고 미국과도 가쓰라-태프트 밀약을 통하여 필리핀과 한국에 대한 서로의 특수한 이점을 보장 받게 되고 미국의 시어도어 루즈벨트 대통령의 주선으로 이루어진 포츠머스 조약을 통하여 러시아에게서 사할린을 양도받고, 요동반도의 뤼순, 따렌의 이권 또한 고스란히 일본에게 넘어가게 된다. 1907년 일본은 프랑스와 불일협약을 맺어 인도차이나와, 한국에서의 특수지위를 인정받게 되고, 1907년 러시아와도 러일협약을 맺어서 서로의 특수한 이익을 존중하게 된다. 1904년 영국은 프랑스와 영.프 동맹까지 맺게 되는데 이는 당시 프랑스가 러시아와 동맹(1894), 영국이 일본과 동맹을 맺고 있어서 전쟁의 연루를 방지하기 위해 맺은 조약이었다. 영국은 1907년 러시아 동맹까지 맺어 영국,러시아,프랑스 삼국동맹체제를 완성하였고, 1907년 독일은 해군력을 증가하며 군비를 증강시키고 있었다. 이러한 각국의 동맹은 결국 1914년 1차세계대전으로 이어지게 된다.

## 같이 보기
- 삼국간섭
- 호문조약
- 삼국동맹
- 영일동맹
- 아이훈조약
- 남경조약
- 태평천국의 난
- 의화단운동